# Чернобаевка (станция)
Чернобаевка - линейная пассажирская станция Херсонской диреции Одесской железной дороги на линии Николаев - Херсон.
Станция расположена недалеко от села Чернобаевка между станцией Херсон (11 км) и разъездом Чеховичи (20 км).

## Движение
Останавливаются пригородные поезда.
Поезда курсируют по такому расписанию:
на Вадим: 07:34, 19:16;
в Брилёвку: 09:38;
в Николаев-Грузовой: 08:38, 17:24, 20:37.